# Афанасьев, Ежи
Ежи Афанасьев (пол. Jerzy Afanasjew; 11 сентября 1932, Вильно — 26 сентября 1991, Гданьск) — польский писатель, поэт, сценарист, режиссёр и актёр.

## Биография
Изучал архитектуру в Гданьском Политехническом институте. В 1960 году окончил гданьскую Академию изобразительных искусств, позже режиссёрский факультет Киношколы в Лодзи.
Соучредитель популярного в 50-е годы студенческого театра «Бим-Бом» в Гданьске, где играл на одной сцене со Збигневом Цибульским, Агнешкой Осецкой и др. В 1954—1960 одновременно был его художественным руководителем, ответственным литературной части и актёром.
В 1959—1965 годах руководил пантомим-театром — «Цирк семьи Afanasjeff—Tralabomba».
В 1962—1964 г. — руководитель отдела поэзии ежемесячника «Litery».
С 1973 года — президент Гданьского отделения Ассоциации польских кинематографистов. В 1973—1982 г. — главный режиссёр ТВ-Гданьск.
Член ПЕН-клуба и объдинения датских писателей.
В 1973—1979 г. — член комиссии по культуре гданьского воеводского комитета ПОРП.

## Творчество
В качестве театрального режиссëра дебютировал в Лодзи в 1964 г. постановкой спектакля «Indyk» Мрожека в «Teatr Nowy».
Ежи Афанасьев — режиссëр многих театральных постановок.
В 1958 г. впервые опубликовал свои стихи. Автор поэтических сборников:
- Księżycowy pierścień (1959),
- Gałązka światła (1962),
- Zamknięci w deszczowej windzie (1981),
- Obecność (1985)
- Relief (1985) и др.

Литературные произведения Е. Афанасьева содержат в себе элементы гротеска, абсурда и фантазии.
Автор сборников НФ «Лунная тень», «Стекольщик вечности», научно-поэтической фантазии «Machina poetica».
- Рассказы автора полны сюрреализма и сказочности, в частности, Пригород Никогда (1968), Забава в мыслях (1989).

Им написаны Повести :
- Radosna twórczość (1976),
- Ja jestem tobą (1977),
- Laboratorium (1978).

книги воспоминаний:
- Сезон цветных облаков (1968),
- Okno Zbyszka Cybulskiego… (1970),
- Każdy ma inny świt… (1986)

Из под его пера вышли также юморески:
- Муха и ангел (1959),
- Конь(1962),
- Мир вверх ногами (1974),
- Почта Афанасьева (1979) (юмор и сатира),
- Нос поэта (1987).

Сочинил ряд детских произведений, в том числе:
- Сказки (1971)
- Бабушка и слон (1972)
- Волшебная мельница (1961; по её мотивам снят мультфильм и поставлен кукольный спектакль в 1972 г.)
- Часовой король (1962).

## Фильмография
Е. Афанасьев — режиссёр, сценарист и постановщик ряда польских ТВ-шоу, документальных и художественных короткометражных фильмов, таких как:
- 1959 - Inspekcja pana Anatola - эпизод
- 1960 - Białe zwierzęta - режиссёр
- 1966 - Niewiarygodne przygody Marka Piegusa - сорежиссёр
- 1970 - Prom - режиссёр, сценарист
- 1987 - Slawna jak Sarajewo - эпизод

## Награды
- Орден Возрождения Польши (1980).